# OpenOffice.org
OpenOffice.org（OOo）（オープンオフィス・オルグ）は、2011年に開発を終了したオープンソースオフィススイートとその制作プロジェクト名である。一般にはOpenOfficeという名前で知られていた。
OpenOffice.orgは、1999年、商用ソフトであったStarOffice（日本では商標上の理由からStarSuiteと変更）をサン・マイクロシステムズ社が社内で利用するためにStar Division社を買収し、オープンソース化したものである。
プロジェクト終了後、Apache OpenOfficeとLibreOfficeに分派した。

## 概要
OpenOffice.orgは、ワープロ（Writer）、表計算（Calc）、プレゼンテーション（Impress）、ベクタードローツール（Draw)、数式エディタ（Math）、データベース（Base）で構成されていた。
標準ファイル形式には、ISO/IECの国際標準規格であるオープンドキュメント形式（ODF）が利用されていた。
Microsoft Officeが利用するファイル形式は、標準ファイル形式としてはサポートせずODFへの変換することによって対応していた。そのため、OpenOffice.orgにない機能で作成された書式などは欠落が見られ、利用には注意が必要であった。
利用プラットフォームは、おもにLinuxとMicrosoft Windows、Solaris向けに開発されていたが、のちにmacOS向けも開発されるようになり、他のオペレーティングシステム向けにも移植されるようになった。
ライセンスは、ごく初期にSun業界基準使用許諾（SISSL）を採用していたがSISSLが廃止されたため、LGPLに変更され配布していた。
OpenOffice.orgは、オープンソースソフトウェアとして開発され、無償で配布されていたが、サン・マイクロシステムズは、商用ソフトとしてOpenOffice.orgにテンプレートやフォントと商用サポートを付けたStarOfficeも販売していた（日本ではStarOfficeの商標が利用できなかったため、StarSuiteとして販売）。StarOfficeは、法人向けにはサン・マイクロシステムズが販売していたが、個人向けにはソースネクストとジャングルが販売し、一時期はGoogleが商用ソフトを無償配布していたGoogleパックの一つとしても配布されていた。
また、macOSでOpenOffice.org利用にX11が必要だった当時、X11不要のネイティブmacOS版開発のために派生し、商用ソフトとして提供されていたNeoOfficeもあった（OpenOffice.org終了後は、ベースをLibreOfficeに移行）。

### プロジェクトの歴史
サン・マイクロシステムズは、1999年、自社で使用するオフィスソフトのためにドイツのStarDivisionを買収した。そしてMicrosoft Officeに対抗するために2000年7月、同社が販売していたStarOfficeのソースコードをOpenOfficeとしてオープンソース化を発表。2000年10月に公開し、OpenOffice.orgプロジェクトを立ち上げた。
このプロジェクトには、サン・マイクロシステムズ、ノベル、IBM（2007年9月10日））、Google、インテル、レッドハット、Redflag Chinese 2000（2007年5月）などが参加し、サン・マイクロシステムズが管理を行った。
2002年5月1日、バージョン1.0をリリース。その後は順調にリリースを続けていたが、2010年、オラクルがOpenOffice.orgの知的財産権を所有していたサン・マイクロシステムズの買収を発表。2010年1月27日、オラクルによるサン・マイクロシステムズ買収完了に伴い、プロジェクトの管理はオラクルが行うこととなった。
2011年、OpenOffice.orgの商用サービスの提供を中止。
2011年4月15日、オラクルは「OpenOffice.orgプロジェクトは非営利団体が管理するのが望ましい」と声明を発表し、2011年6月1日、Apacheソフトウェア財団へソースコードの著作権ならびにOpenOffice.orgの商標の提供を提案した。
Apacheソフトウェア財団は提案を受け投票を行い、開票の結果、2011年6月13日、Apacheインキュベータープロジェクトとして承認。
提案の合意により、OpenOffice.orgの資産はオラクルからApacheソフトウェア財団に寄贈、譲渡され、OpenOffice.orgプロジェクトならびにOpenOffice.orgは正式に終了した。
寄贈を受けたApacheソフトウェア財団は、ソフトウェアの名称をOpenOffice.orgからApache OpenOfficeに変更。
Apache OpenOfficeは、分派プロジェクトの中ではOpenOffice.org直系のプロジェクトであるが、2014年、開発を支援していたIBMが非公式に撤退して以降、開発が頓挫している。
OpenOffice.org終了と前後して、2010年9月28日、OpenOffice.orgプロジェクトに参加していたメンバーは、オラクルとの関係やOpenOffice.orgプロジェクトの官僚的な管理の改善を求めてプロジェクトを離脱。LibreOfficeコミュニティの設立とコミュニティ支援組織としてThe Document Foundationを立ち上げた。そして、OpenOffice.orgに取り込まれなかった機能を取り込んだ派生版であるGo-OOのソースコードを元にLibreOfficeの開発を開始した。
LibreOfficeは、GNUと主要なLinuxディストリビューションが支持するほか、分派プロジェクトの中では最も活発に開発されており、OpenOffice.orgの実質的な後継プロジェクトとなっている。そして、頓挫したApache OpenOfficeに対しては、プロジェクトを終了するようにと公開書簡も出している。

### マーケットシェア
OpenOffice.orgは、特にプロプライエタリな文書フォーマットに依存すべきでない自治体、官公庁などに採用された。
日本の採用事例
地方公共団体
兵庫県洲本市、栃木県二宮町（現・真岡市）、福島県会津若松市（LibreOfficeに移行済み）、愛媛県四国中央市、大阪府箕面市、愛知県豊川市、北海道深川市、大阪府交野市、茨城県龍ケ崎市
都道府県では初めて、山形県庁が2011年度から全パソコンにOpenOffice.orgを導入することを決定した（ただし一部の部署に限定すれば、都道府県では徳島県が初）。その後、山形県庁が再びMicrosoft Officeを採用という報道も流れたが、実際には一部必要な部署が導入したのみで、依然として標準はOpenOffice.orgでファイル形式はODFを使用。
企業
アシスト（LibreOfficeに移行済み）、住友電気工業株式会社（LibreOfficeに移行済み）、株式会社トーホー、三洋機工、新生フィナンシャル
中央政府での採用事例
シンガポール国防省、フランス経済・財政・産業省、フランス内務省、ハンガリー国防省、北マケドニア財務省、オランダ・ハールレム市、イギリス・ブリストル市議会などで採用されるケースがある。

## 特徴

### ライセンス
OpenOffice.orgはオープンソースかつコピーレフトのGNU LGPLの元、フリーで公開されていた。当初はサン・マイクロシステムズ独自のSISSL（Sun Industry Standards Source License）とLGPLの2重ライセンスで公開されていたが、2005年9月2日にサン・マイクロシステムズがSISSLの廃止を発表して以降LGPLに一本化された。

### 対応文書ファイル形式
OpenOffice.orgは、標準ファイル形式としてオープンドキュメント形式（ODF）を採用していた。また、Microsoft Officeファイル形式については、Office 2003以前のバイナリ形式ファイルについてはODFへ変換して読み込みと書き込みをサポート、Office 2007以降のOOXML TransitionalはODFへ変換して読み込みのみ対応していた。しかし、OpenOffice.orgにない機能で作成された書式については欠落するため、利用には注意が必要であった。

#### オープンドキュメント形式（OpenDocumentFormat）
OpenOffice.orgは、構造化情報標準促進協会（OASIS）が規格を策定し、ISO/IEC 26300およびJISなどで規格化されたOpenDocument Format（ODF）を標準の文書形式としていた。
OpenDocumentは、OpenOffice.orgが利用していた文書ファイル形式を元に策定された、オフィスソフト用の文書ファイル形式である。
2005年に構造化情報標準促進協会（OASIS）が標準規格として策定、承認しており、その後ISOによりISO/IEC 26300としても認定された。これを受けて日本工業規格は、2009年12月7日JISとして承認し、2010年2月22日付の官報で公示された。
OpenDocument形式のファイルは、XMLで記述された複数のデータファイルをZIP形式で圧縮したものであるOpenDocument形式は、サポートするソフトウエア同士は、違うベンダのものであっても相互に一定の読み書きが保障されることを目指している。
OpenDocument形式がISO/IEC標準と規定されたことで、各国の政府機関により OpenDocument形式のファイルが政府調達の条件に加えられるようになった。欧州委員会は政府調達で OpenDocument形式を用いることを推奨している。日本国内においても、将来的にOpenDocument形式が政府調達の要件になる可能性もあり、大企業の政府調達部門を中心にOpenDocument形式に対応するために、OpenOffice.orgを導入するところもあった。
OpenOffice.orgでは、OpenOffice.org 2.0以降では標準ファイル形式として採用し、OpenDocument形式の読み込み、保存ともにサポートした。Microsoft Officeは、Office 2007 Service Pack 2よりOpenDocument形式に対応した。一太郎は、一太郎2006では追加モジュールでの対応、一太郎2007からは標準で対応された。

#### Microsoft Officeファイル形式の対応
Microsoft Office 2003以前で利用されていたバイナリファイル形式（拡張子が、.doc, .xls, .ppt）は、ODFへの変換しての読み込みと書き込み、Microsoft Office 2007で採用されたOffice Open XML Trasitionalのファイル形式（拡張子が、.docx, .xlsx, .pptx）については書き出しはできず、ODFへの変換しての読み込みのみ対応していた。
OpenOffice.orgでは、Office Open XML Transitional形式での書き出しができないため、WPS OfficeやLibreOfficeを利用する必要があった。また、どちらの形式もOpenOfficeに無い機能で作成された書式については、切り捨てられるため、読み込みについてはODFへのインポートするための機能として割り切って利用する必要もあった。

#### 一太郎ファイル形式の対応
一太郎のファイル形式であるjtd形式については、サンがIchitaro Document Filterという拡張機能をリリースしていたので、これをインストールすることで読み込みが可能であった。
しかし、この拡張機能はWindowsのみの対応であり、ほかのプラットフォームでは利用できなかった。

### クロスプラットフォーム
OpenOffice.org はクロスプラットフォームで、Windows、Linux、FreeBSD、Solaris（x86とUltraSPARC）およびMac OS Xに対応していた。
バージョン3.0よりMac OS Xのネイティブな環境である Aqua ユーザインタフェースに対応。3.0以前の OpenOffice.orgは、X11版でMac OS Xに一応は対応していたものの、X11版は、Mac OS Xとユーザインタフェースの統一が取れておらず、また、X11のソフトが動作するためのX serverをインストールする必要があり、あまり普及しなかった。Javaを利用して Mac OS X（Aqua）へ対応した外部プロジェクト NeoOfficeが存在し、OpenOffice.orgのMac OS X版として利用されてきたが、Aquaに対応した3.0がリリースされたことにより、NeoOfficeからOpenOffice.orgへ移行するユーザーも見受けられた。

### 多国語対応
国際化、地域化に力を入れていたため、世界中で同一のソフトを利用することができた。内部はUnicodeで処理されているため、OpenOffice.org日本語版でも、欧米の言語のみならず他地域の言語を扱うことができた。なお、開発にドイツ国内の技術者が大きく関与しているため、英語と並んでドイツ語関係の機能も充実していた。アジア諸言語としては、日本語のほか、韓国語、中国語に対応していた。複合文字言語（CTL）では、アラビア語、タイ語、ヒンディ語、ヘブライ語などに対応していた。

## 各機能
OpenOffice.orgは統合オフィススイートで、各機能は別個のソフトとして存在しているわけではない。統合ソフトであるため、共通の機能も多く見られた。
起動時にコマンドライン引数を指定することで、機能を指定して起動できた。
| 機能                          | コマンドライン引数 |
| ----------------------------- | ------------------ |
| ワープロ（Writer）            | -writer            |
| 表計算（Calc）                | -calc              |
| 描画（Draw）                  | -draw              |
| プレゼンテーション（Impress） | -impress           |
| データベース（Base）          | -base              |
| 数式エディタ（Math）          | -math              |

### 共通の機能
OpenOffice.orgでは各機能を通してOpenDocumentを標準のファイルフォーマットとしていた。
OpenOffice.orgにはスタイルと呼ばれる機能があった。多くのオフィススイートでは標準の書式設定を変更できるが、スタイル機能では文字や段落のスタイルから、箇条書きのスタイルやページスタイルを自由に設定することができる。
共通して英単語のスペルチェック機能があり、間違った英単語を入力した際に修正することができる。また、打ち間違えた英単語を自動で修正するオートコレクト機能がある。これは、youをyuoなどのように打ち間違えた場合、本来のyouに自動修正を行う機能である。
数式エディタ「Math」の機能は「Writer」や「Calc」などでも使うことができる。そのため、文書中に簡単に数式を埋め込むことが可能である。

### ワープロ（Writer）

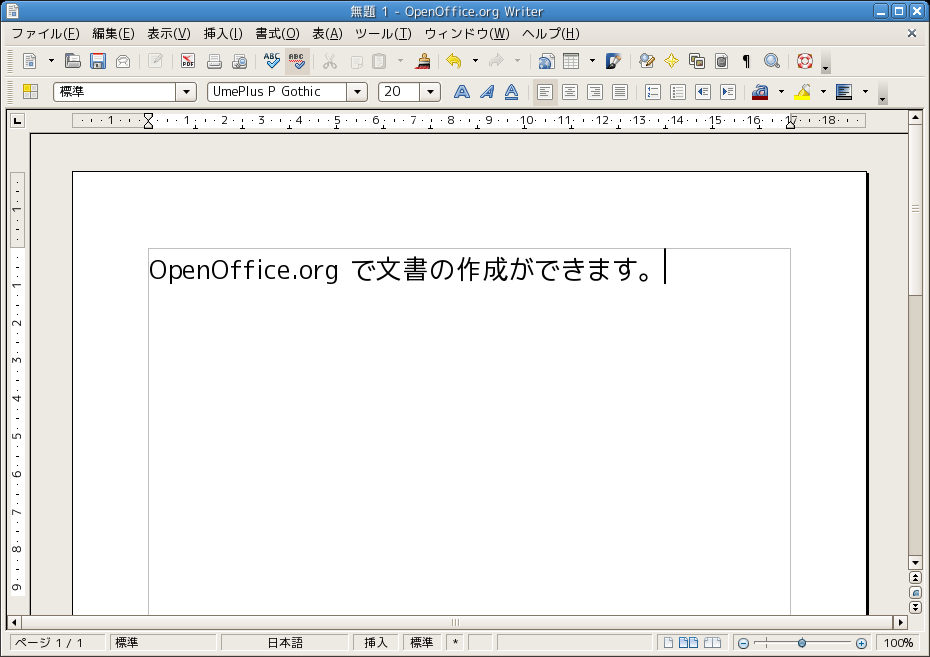
OpenOffice.org Writer（バージョン 3.0）

ワープロ機能。スタイルの編集機能により長文の文章の編集が容易となっている。文法チェッカーの機能はWriter自身には存在しないが、拡張機能をインストールすることで利用することができる。また、縦横の文字数を指定することで、原稿用紙などに印刷することもできる。
多国語対応なので、次のような各言語に特別な機能が、世界共通で付与されている。
- 欧米語対応（文字種の変換）

大文字/小文字の変換ができる。
- アジア諸言語対応（文字種の変換）

半角/全角変換・ひらがな/カタカナ変換ができる。この機能は主に日本語を念頭に置かれている。
- 日本語対応（日本語の再変換）

Windows上のかな漢字変換ソフトウェアで、文字の再変換機能を利用することができる。
- 中国語対応（中国語の変換）

中国語のテキストの書記法（簡体字又は繁体字）を変換することができる。
- 朝鮮語対応（ハングル/ハンジャ変換）

選択した韓国語テキストをハングルとハンジャの間で相互に変換することができる。
標準フォーマットはOpenDocument（*.odt）だが、プレーンテキスト（*.txt）、Rich Text Format（*.rtf）、HTMLドキュメント（*.htm, *.html）などの形式のほか、Microsoft Word 97/2000/XP（*.doc）、DocBook（*.xml）、Microsoft Word 2003 XML（*.xml）形式での保存などもできる。

#### HTMLエディタ

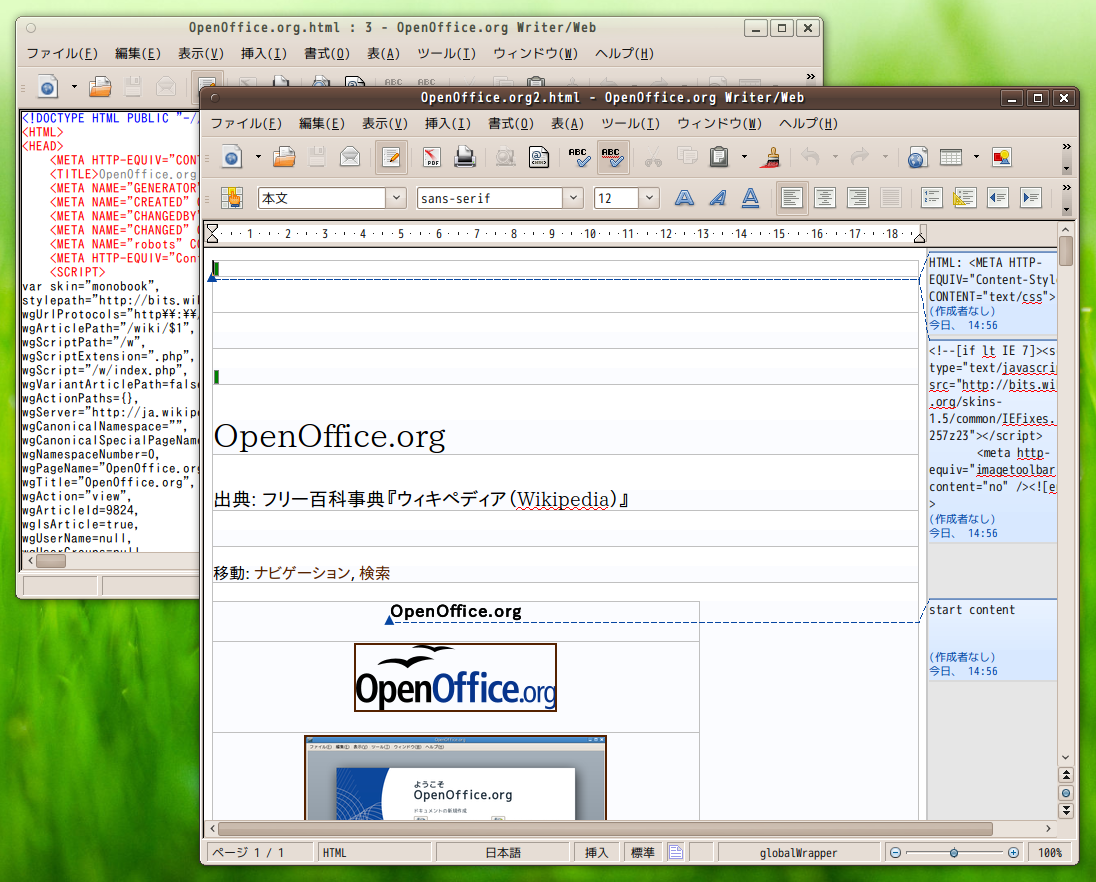
OpenOffice.org Writer/Web（バージョン 3.1.1）

HTML編集機能。Writer-Webともよばれるこのエディタは、WYSIWYG HTMLエディタの一種に属し、画面上で実際の文書を逐一確認しながら HTMLの作成を行うことができる。テキストエディタのように HTMLタグを直接用いた編集にも対応する。Webサイトの製作目的としてはピクセル単位での編集に対応していないうえ、一般的にWebサイトに用いられるフォント種類はゴシック体だが、HTML編集機能の既定のフォントをWriterと共有しているため、Writerの既定のフォントが明朝体等に設定されていた場合、フォントが競合しない。また、CSSへの対応は決して高くは無い。このため、現実的なウェブサイトの制作には向いていない。同様なフリーのHTMLエディタとして代表的なものには、これ以外にもMozilla Composerやその派生のNvu、KompoZerなどが存在する。

### 表計算（Calc）

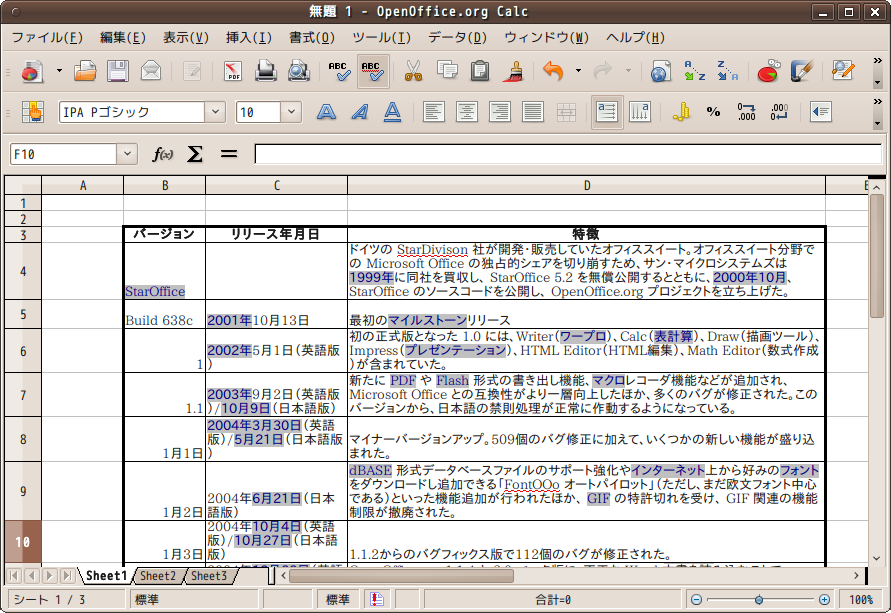
OpenOffice.org Calc（バージョン 3.1.1）

表計算機能。OpenOffice.org 1.xでは処理できる行数が32,000行までに、列数が256列までに制限されていたが、OpenOffice.org 2.0からは行数が65,336行、OpenOffice.org 3.0からは列数が1024列、OpenOffice.org 3.3からは行数が1,048,576行に拡張された。
Calcの関数ウィザードに用意されている関数は、データベース、日付と時刻、財務、情報、論理関数、数学、行列、統計、表、文字列、アドイン関数に分類されている。関数自体はExcelと同様のものが多いが、Excelでは引数を,（カンマ）で区切るのに対し、OpenOffice.org Calcでは;（セミコロン）で区切るという違いがある。Excelブック（ファイル）のインポート/エクスポート時には自動的に変換されるが、OpenOffice.orgが標準で,で区切るように変更することはできない。
多言語対応の点からCalcの日付の書式については、異なる紀年法での表示が可能である。以下に、表示可能な主要なものを列記する。
- グレゴリオ暦（gregorian）：OpenOffice.orgの標準的な日付書式。
- タイ仏教暦（buddhist）：仏滅紀元に基づくもの。
- 日本元号（gengou）：明治・大正・昭和・平成の各元号。ただし、慶応以前は表示されない。一世一元の詔及び元号法（昭和54年6月12日 法律第43号）などに基づく。
- ヒジュラ暦（hijri）：紀年法のみならず日付表示も異なる（純粋太陰暦）。
- ユダヤ暦（jewish）：イスラエルの公式暦法。
- 民国紀元（ROC）：言語設定を中国語（繁体字）とすると、中華民国（台湾）の公式紀年法である民国紀元での表示が可能である。

なお、日付はシリアル値として処理されているが、Excelが1900年1月1日を「1」としているのに対して、Calcでは、1899年12月31日を「1」としている。ただし、1900年3月1日以降についてはシリアル値は一致する。これは、Excel（および先行していた表計算ソフト Lotus 1-2-3）が本来閏年ではない1900年を誤って閏年と認識してしまうことに由来する。そのため、Calcでは1900年3月1日以前の日付であっても曜日が正しく計算されるようになっている（標準の1899年12月31日スタートのほかに、ベースとなったStarCalc1.0やWindows版Excelに合わせた1900年1月1日、Mac版Excelに合わせた1904年1月1日の設定もある）。
一方、セル枠の罫線のデザインに点線や破線が使えないと言った問題もある。これについてはバージョン1.0 がリリースされた時代である2002年10月にコミュニティに要望が送られているが、8年経った最新版のバージョン 3.3 でも利用できない状態のままである。他にも、セルの結合操作を行った後の結果が異なる、セルの選択操作の違い、一部ショートカットキーの操作が異なる（一例・セルの相対参照と絶対参照を切り替える操作《A1→$A$1→A$1→$A1→A1》がExcelでは「F4」キーであるが、Calcは「Shift」+「F4」キー）など、細かい部分ではExcelとは異なる動作をするものが多い。

### データベース（Base）

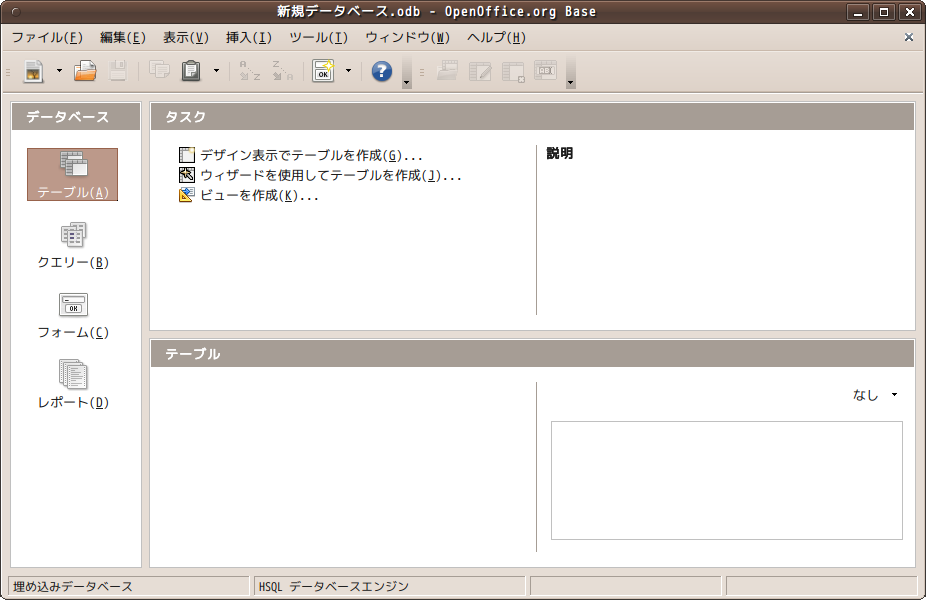
OpenOffice.org Base（バージョン 3.1.1）

データベース機能。関係データベースに対応している。BaseはOpenOffice.org 2.0から登場した機能である。もっとも、その元となるデータベース機能（データソース）は1.0当時から存在していたが、ユーザーから「Microsoft Accessのようなデータベース機能はないのか」という要望が強く、分かりやすいように機能として独立させるとともに強化が図られたものである。
他のデータベースソフトに比べて他形式での出入力機能が不十分であるが、その代わり、ワープロ機能や表計算機能との連携は密である。
最も標準的に使用するのはHSQLDBであるが、そのほかに次の形式などに対応している。
Oracle Database, MySQL, Microsoft SQL Server（JDBC, ODBC経由）, dBASE, Microsoft Access, Adabas D, Excel, テキストファイル, MozillaやWindowsのアドレス帳, Apache Derby

### プレゼンテーション（Impress）

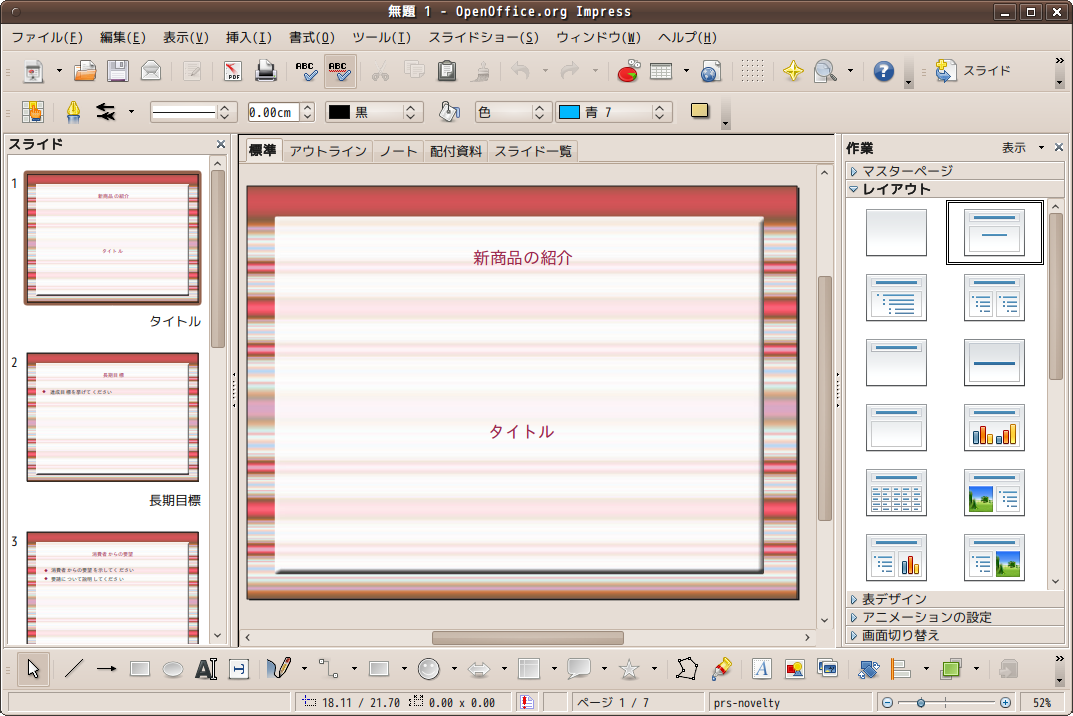
OpenOffice.org Impress（バージョン 3.1.1）

プレゼンテーション機能。Impressには予めプレゼンテーションの作成ウィザードが用意されている。そのため、プレゼンテーションの作成に詳しくないユーザーであっても、画面に表示されるウィザードに従えば簡単なプレゼンテーションを完成させることができるよう配慮されている。配布資料を作成する機能を備え、Impressのみでプレゼンテーション全体を製作することが可能となっている。また、OpenOffice.org 3.0からImpressとDrawに独自の表機能が追加されており、表を用いたプレゼンテーションの作成が容易にできる。ただし、Impressに予め用意されているテンプレートは二つと少なく、有用な利用には追加の必要性が高い。3.1から図形などにアンチエイリアス処理を施せるようになったため、図形を用いたプレゼンテーションが使いやすくなった。

### 描画（Draw）

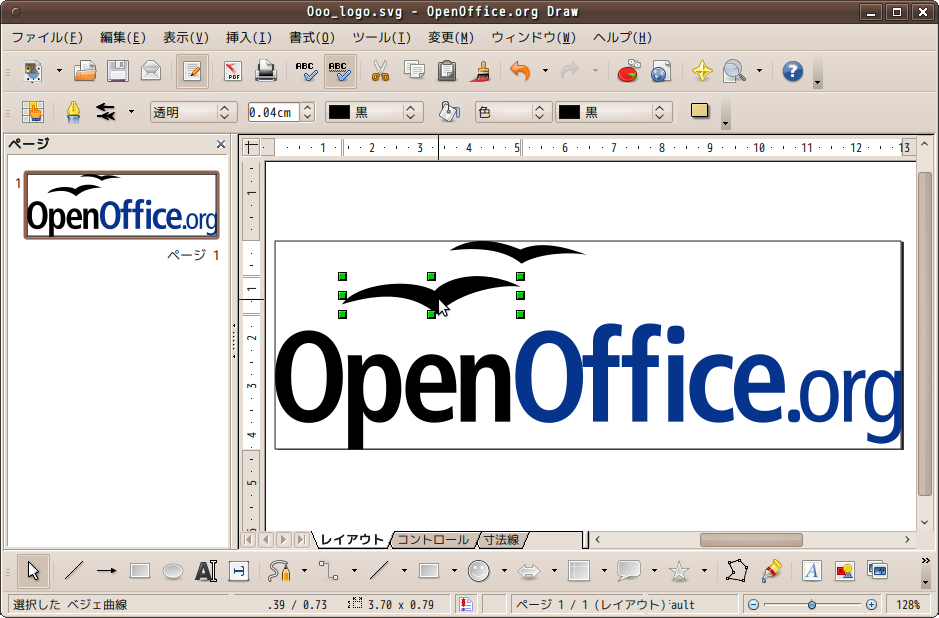
OpenOffice.org Draw（バージョン 3.1.1）

図形描画機能。作図のみならず、レイアウトの複雑なパンフレットの作成にも活用できる。さらに、簡易的なDTP用途のソフトウェアとして利用することができる。ベクターベースの線画や編集、3Dモデルの作成・回転・影付けなどの機能が提供されている。
Adobe Flash形式のファイルを出力する事ができる。ベクターグラフィックスであるため、ベクターデータによる画面表示では拡大や縮小をしても描写の劣化が起きない。図形同士を線分によって連結するコネクタ機能によって、図形を移動させることも容易である。色の指定は、RGBやCMYKなどによっても行うことができる。
OpenOffice.org 2.0からは多数の図形（星型や顔型など）が当初から用意されるようになった。また、SVG形式の出力が可能になった。

### 数式エディタ（Math）

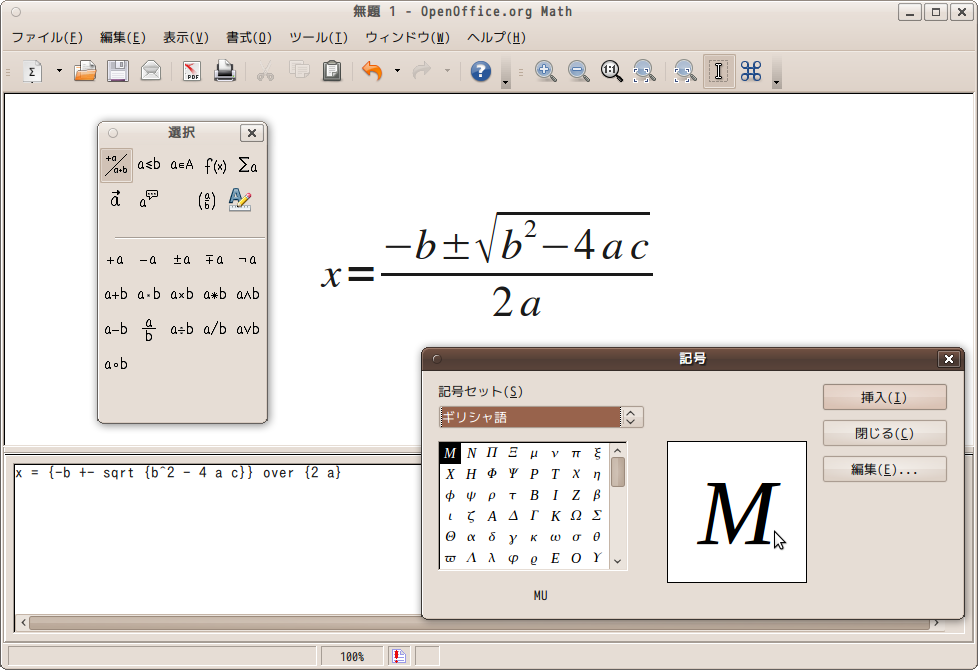
OpenOffice.org Math（バージョン 3.1.1）

数式エディタ機能。デザインサイエンスのMathTypeのデータのインポート・エクスポートが可能。またMathML 1.01形式で出力できる。
選択ウィンドウから数式を選択することもできるが、コマンドウィンドウでコマンドを入力することもできる。慣れると素早く数式を入力することができ、またLaTeXなどとは異なってコマンド編集中にリアルタイムで結果数式が表示されるという利点もある。
Math単体で複数の数式を作成した場合、画像をその都度挿入していくことで動作が重くなる。このため数学の証明問題などを作成する場合は、Writerに一つ一つの数式をオブジェクトとして組み込むことで、レンダリング処理を式ごとに分割させることができる。

例えば、二次方程式の解の公式は
```
x={-b+-sqrt{b^2-4 ac}}over {2 a}
```

のように記述すると
{\displaystyle x={\cfrac {-b\pm {\sqrt {b^{2}-4ac}}}{2a}}}
のように表現できる。

### チャート
グラフ機能である。ワープロ機能や表計算機能に用いられる。ワープロ機能や表計算機能と同様にチャート機能として開発が進められている。
この機能により以下のようなグラフを作成することができる。
- 縦棒グラフ
- 横棒グラフ
- 円グラフ
- ドーナツグラフ
- 折れ線グラフ
- 散布図
- レーダーチャート
- 株価チャート

なお、円グラフやドーナツグラフの表示順序は、標準で反時計回り（左回り）となっている。

### マクロ
OpenOffice.orgではBASICやPython、JavaScriptなどの言語を用いたマクロが利用できる。OpenOffice.orgには、Basic言語用の統合開発環境が付属しているため、知識があれば誰でも手軽にプログラムを作成し定型業務の自動化を簡単に行うことが出来る。基本的にインタプリタ型の言語であるため、コンパイル（ビルド）の作業は不要である。
Universal Network Objects（UNO）インタフェースを用いてC++やJavaなど他の言語プログラムを呼び出すこともできる。
また、このインタフェースを用いてOpenOffice.org API（Sun StarSuite API）を利用することにより、共通ダイアログを利用したり、OpenOffice.orgのファイルに直接アクセスしたり、MySQL・PostgreSQLなどの外部データベースに直接アクセスすることができる。
OpenOffice.org BASICの言語仕様はサン・マイクロシステムズのStarSuite Basicと同じであり、Microsoft OfficeのVBAと似ている。変数、制御文、演算子などはVBAと同じなので、言語仕様を覚える手間は少ない。しかしAPIが全く異なるので、VBAサポート機能を使用しない限り、VBAのマクロをそのまま使うことはできない。たとえばExcelとCalcではセルの内容にアクセスする方法が大きく異なる。
- マクロ言語#OpenOffice.orgのマクロ
- b:ja:OpenOffice.org Basic（ウィキブックス）
- b:ja:OpenOffice.org Calc Basic（ウィキブックス）
- b:ja:OpenOffice.org Base Basic（ウィキブックス）
- StarSuite 8 Basic プログラミングガイド（サン・マイクロシステムズ）
- Open Office API リファレンスマニュアル

### 拡張機能
拡張機能を利用することができる。

#### OpenOffice.org repository for Extensions
拡張機能を登録し、公開することのできる場所である。ここには多くの拡張機能が登録されており、その多くが自由に利用することができる。
たとえば、サン・マイクロシステムズが公開している「Sun Presenter Console」を利用すれば、Impressでプレゼンテーションするときにスクリーンとは別に、パソコン画面にプレゼンター向けの時計やノートを表示できる。

## プロジェクト
OpenOffice.orgの開発プロジェクトであった。OpenOffice.orgには複数のプロジェクトが存在し、これらが共同でOpenOffice.orgを開発していた。各プロジェクトはリーダーを主体としてプロジェクトが構成されていた。

### Native Language Confederation
各国語版のOpenOffice.orgを開発するためのプロジェクト群であった。これらはOpenOffice.orgのユーザインタフェースを翻訳するだけでなく、各国でOpenOffice.orgの広報活動も執り行っていた。

#### OpenOffice.org日本語プロジェクト
OpenOffice.orgを日本語に翻訳するためのプロジェクトであった。そのほかに、広報活動が行われていた。Japanese Language Project、JLPとも略された。

### User Experience
ユーザインタフェースの改善と開発を執り行なうプロジェクトであった。

#### Renaissance
User Experienceチームが主体となって行っていた、OpenOffice.orgの次期ユーザインターフェースの開発プロジェクト。

### Extensions
OpenOffice.org repository for Extensionsを運営していた。

### Website
Webサイトの製作を担当するプロジェクトであった。

## 批判
- オフィススイートは開発の規模が大きく、多くの開発者を必要とするプロジェクトであるが、アクティブな開発者が少なく、2008年12月にはわずか24人しかいない閉鎖的なプロジェクトである事が批判されていた[57]。
- 日本のOpenOffice.org関連のコミュニティや掲示板などで、日本語プロジェクトが批判されることもあった[要出典]。OpenOffice.org にはワードプロセッサー機能において罫線機能や、ルビ機能、均等割付機能、表計算処理ソフトウェアにおいては入力規則における日本語処理など、日本語を用いたオフィス文書の作成において重要視される機能が満足するような状態ではないこと、そして日本語プロジェクトがこれらの改善のための活動を怠っていると批判された[要出典]。

## 派生ソフトウェア

### LibreOffice
2010年9月28日、OpenOffice.orgの開発者コミュニティがオラクルから独立して立ち上げたThe Document Foundationによる製品。OpenOffice.orgの事実上の後継。コミュニティはオラクルに対しOpenOffice.orgのブランド名を寄付するよう要請しているほか、Go-OOの合流によりGo-OOで拡張された機能も取り込んで反映している。

### Go-OO
OpenOffice.orgに取り込まれる可能性が低い機能拡張などを取り込んだ派生オフィススイート。Go-OO には、サン・マイクロシステムズの判断でライセンスやビジネス上の理由により OpenOffice.orgに取り込まれる可能性が低い機能拡張が取り込まれている。2010年1月時点で、Windows版とLinux版、Mac OS X版があった。ノベルが開発を推進しており、Ubuntu、openSUSE、Debian、Mandriva LinuxなどのLinuxディストリビューションで採用されている OpenOffice.orgは正式版ではなく、このGo-OOであった。2010年9月、プロジェクトは終息しLibreOfficeへ統合された。以下のような機能拡張が施されている一方、高速化のためOpenOffice.org にある一部のマイナーな機能（自動アップデートなど）は削除されている。
- OpenOffice.orgよりも起動時間や応答時間が短くて高速に動作する[59]。
- OpenOffice.orgよりも優れたグラフィックス機能を持っている[59]。SVGやWPG形式、EMFファイルをインポートすることができる[59]。
- プレゼンテーション向けの3Dトランジション機能を備えている[59]。
- 任意の条件を満たすセル値が検索可能なスプレッドシート（Calc）向けのソルバーを導入している[59]。
- VBAマクロとOffice 2007のOpenXMLファイル形式をサポートする[59]。

### OpenOffice.org Portable
PortableApps.comで開発した、USBメモリなどに入れて持ち運べるようにしたOpenOffice.org。レジストリを使わないためインストールが不要。英語版・中国語版（簡体字）・日本語版などいくつかの言語版が出ているが、3.2.0以降更新が止まっている。なお、LibreOffice版がバージョンに追随する形でリリースされている。

### White Label Office
独非営利団体 Team OpenOffice.org e.V.により、OpenOffice.orgが OracleからApacheへ寄贈される事で今後サポートされないバージョン3.3.0のメンテナンスを目的として発表された。これに対しApacheソフトウェア財団は遺憾の意を示しており、本プロジェクトに向けて協調を呼びかけている。

### その他の派生ソフトウェア
- Oracle Open Office（有償） -  OpenOffice.orgをオープンソース化したサン・マイクロシステムズによる派生ソフトウェア。サン・マイクロシステムズをオラクルが買収後に、StarSuite（StarOffice）からOracle Open Officeに変更された。2011年4月に販売が打ち切られた。
- OpenOffice.org Novell Edition - OpenOffice.orgプロジェクトに参加したノベルによる派生ソフトウェア。VBA互換機能などが強化されている。ノベルは、OpenOffice.orgからLibreOfficeベースに変更したため、ノベル版のLibreOfficeとして継続している。
- NeoOffice - macOSにJavaで対応し、よりmacOSに順応している。
- Lotus Symphony - OpenOffice.orgプロジェクトに参加したIBMによる派生ソフトウェア。画面操作や拡張機能が変更されている。
- OxygenOffice Professional（OOOP、O2OP） - Go-OOを基に、クリップアートやテンプレートなどの追加が施されたオフィススイート。
- Citation Style Language - これ自体はオフィススイートではないが、文献を引用する際の書式を設定するための言語であるCSLはOpenOffice.orgから派生して生まれた。

## バージョンアップ履歴
| バージョン | リリース                                              | 特徴 |
| ---------- | ----------------------------------------------------- | --- |
| StarOffice |                                                       | ドイツのStarDivison社が開発・販売していたオフィススイート。サン・マイクロシステムズは1999年に同社を買収し、2000年10月、StarOfficeのソースコードを公開し、OpenOffice.orgプロジェクトを立ち上げた。 |
| Build 638c | 2001年10月13日                                        | 最初のマイルストーンリリース |
| 1.0        | 2002年5月1日（英語版）                                | 初の正式版となった1.0には、Writer（ワープロ）、Calc（表計算）、Draw（描画ツール）、Impress（プレゼンテーション）、HTML Editor（HTML編集）、Math Editor（数式作成）が含まれていた。 |
| 1.1        | 2003年9月2日（英語版）/ 10月9日（日本語版）           | 新たにPDFやFlash形式の書き出し機能、マクロ記録機能などが追加され、Microsoft Officeとの互換性がより一層向上したほか、多くのバグが修正された。このバージョンから、日本語の禁則処理が正常に作動するようになっている。 |
| 1.1.1      | 2004年3月30日（英語版）/ 5月21日（日本語版）          | マイナーバージョンアップ。509個のバグ修正に加えて、いくつかの新しい機能が盛り込まれた。 |
| 1.1.2      | 2004年6月21日（日本語版）                             | dBASE形式データベースファイルのサポート強化やインターネット上から好みのフォントをダウンロードし追加できる「FontOOo オートパイロット」（ただし、まだ欧文フォント中心である）といった機能追加が行われたほか、GIFの特許切れを受け、GIF関連の機能制限が撤廃された。 |
| 1.1.3      | 2004年10月4日（英語版）/ 10月27日（日本語版）         | 1.1.2からのバグフィックス版で112個のバグが修正された。 |
| 1.1.4      | 2004年12月22日（英語版）/ 2005年1月17日（日本語版）   | 1.1.3からのバグフィックス版で81個のバグが修正された。4月11日にOpenOffice.org 1.1.4と2.0ベータ版に、不正なWord文書を読み込むことでバッファオーバーフローを引き起こすセキュリティホールが発見される。4月18日に1.1.4日本語版の修正モジュール公開。 |
| 1.1.5      | 2005年9月14日（英語版）/ 9月15日（日本語版）          | 4月11日に見つかったセキュリティホールの修正の他、OpenDocument形式のファイルのインポートにも対応した。2006年6月29日に、1.1.5と2.0.2にマクロやJavaアプレットの扱いに関する脆弱性が発見されたと発表されており、7月18日にその修正モジュールが公開されている。 |
| 2.0 β2     | 2005年8月31日（日本語版）                             | 9月6日 – ライセンス形態を変更し、LGPLに一本化。2.0ベータ2以降のリリースはLGPLとなる。 |
| 2.0        | 2005年10月20日（英語版）/ 10月27日（日本語版）        | PDF出力の強化やODF 1.1形式の標準サポート、加えて浮動ツールバーやネイティブのインストーラが採用された。 |
| 2.0.1      | 2006年1月7日（日本語版）                              | 差し込み印刷ウィザードの拡張、箇条書きのデフォルト記号の明瞭化、ダイアログでオプションの表示と非表示の設定を可能化などが行われる。 |
| 2.0.2      | 2006年2月27日（英語版）/ 4月3日（日本語版）           | スペルチェック辞書が統合された。Linux版において、太字および斜体のフォントデータを内包していないフォントに太字、斜体効果をかけられるようになった。 |
| 2.0.3      | 2006年6月30日（英語版）/ 7月18日（日本語版）          | 6月29日に発表された3つの重大なセキュリティホールの修正と、PDF出力時の詳細設定を行う機能の追加が行われた。1.1.5向け修正モジュールもリリース。なお、日本語版にはフォントの扱いに不具合があり、修正ファイルが公開されている。 |
| 2.0.4      | 2006年10月13日（英語版）/ 11月2日（日本語版）         | ソフトウェアアップデート通知機能の追加やPDF出力時の暗号化対応、「OpenOffice.org Extensions」と呼ばれるアドオンアプリケーション環境の搭載、LaTeX形式でのファイル出力（日本語等マルチバイト文字は未対応）の追加などが行われた。なお、本バージョンでも日本語版にはフォントの扱いに不具合があり、修正ファイルが公開されている。 |
| 2.1        | 2006年12月12日（英語版）/ 2007年1月5日（日本語版）    | プレゼンテーションソフト「Impress」において、マルチディスプレイに対応し、CalcでHTMLへの出力機能の改善が図られた。また、複数の脆弱性が修正された。 |
| 2.2        | 2007年3月29日（英語版）/ 5月8日（日本語版）           | 標準でカーニングを有効にすることでテキスト表示品質を改善した。表計算ソフト「Calc」においてMicrosoft Excelファイルのサポートを改善した。Windows Vista対応とIntel Mac対応を改善した。また、複数の脆弱性が修正された。 |
| 2.2.1      | 2007年6月12日（英語版）/ 7月12日（日本語版）          | 悪意のあるRTF形式のファイルを開いた場合に任意のプログラムが実行される脆弱性を初めとした複数の脆弱性が修正された。 |
| 2.3        | 2007年9月18日（英語版）/ 10月4日（日本語版）          | グラフウィザードが改善され、点のみのグラフやグラフの3D表示に対応。Impressが新たに自由にアニメーションを可能にする機能を搭載した。またTIFFファイルの処理に関する整数オーバーフローに起因する深刻な脆弱性が修正された。日本語版では「滑らかな線」ダイアログが小さすぎて一部設定が変更できない不具合があり、修正ファイルが公開されていた。ただし、十分なテストを経ていないため、この機能を利用しないユーザーの適用は推奨されていない。                                            |
| 2.3.1      | 2007年12月3日（英語版）/ 12月5日（日本語版）          | データベースエンジン「HSQLDB」に存在する、深刻な脆弱性の修正。 |
| 2.4        | 2008年3月27日（英語版）/ 4月2日（日本語版）           | PDF/Aに準拠したPDFを作成できるようになった。Baseにおいて、Microsoft Office 2007 Accessのファイル形式がサポートされるようになった。 |
| 2.4.1      | 2008年6月10日（英語版）/ 6月21日（日本語版）          | 脆弱性やバグの修正が行われた。 |
| 2.4.2      | 2008年10月29日（英語版）/ 12月4日（日本語版）         | 特殊なWMF / EMFデータを内包した文書を開く際にバッファオーバーフローが発生する脆弱性など、18個の不具合の修正が行われた。 |
| 2.4.3      | 200-年--月--日（----版）/ --月--日（日本語版）        | |
| 3.0        | 2008年10月13日（英語版 / 日本語版）                   | アイコンやツールバーの外見を一新し、スタートセンターと呼ばれる、各機能を呼び出すことのできるメニューが追加された。Calcではソルバー機能が向上し、最大列数が1024に拡張された。Writerでは表示倍率を変更できるズームスライダが追加された。Impressでは独自の表機能を追加するなど、さまざまな新機能が搭載された。ODF1.2形式へ対応。Microsoft Office 2007 / 2008の新しい文書形式（*.docx, *.xlsx, *.pptxなど）に対応。また、このバージョンからMac OS Xにネイティブ（Cocoa）対応した。 |
| 3.0.1      | 2009年1月27日（英語版）/ 2月15日・2月19日（日本語版） | 脆弱性等の修正が行われた。 |
| 3.1        | 2009年5月7日（英語版 / 日本語版）                     | Calc、Impress、DrawにWriterと同様のズームスライダが追加された。さらに Calc では、印刷倍率を変更できる倍率スライダが追加された。Windows上のWriterでMicrosoft IMEやATOKの再変換機能を利用可能になり、ドロー画像にたいしてアンチエイリアス効果が加えられるようになった。 |
| 3.1.1      | 2009年8月31日（英語版 / 日本語版）                    | 悪意のあるMicrosoft Word文書を処理した際に発生する脆弱性の修正、および不具合の修正が行われた。 |
| 3.2        | 2010年2月11日（英語版 / 日本語版）                    | バブルチャートに対応し、Impressに新たに二つのレイアウトが追加された。なお、「日本語環境改善拡張機能」を導入し、Writerを起動すると「一般的なエラー」ダイアログが表示される不具合（OKボタンを押せば起動するので動作に支障はない）が存在するため注意が必要。また、以前のバージョン3.0 よりもワープロや表計算ソフトの起動時間短縮が図られた。 |
| 3.2.1      | 2010年6月4日（英語版 / 日本語版）                     | オラクルによるサン・マイクロシズテムズの買収完了と開発元移行により、サン・マイクロシズテムズのロゴがオラクルのロゴに置きかえられた。また、OOo自体のロゴやアイコンも同時に変更された。また、脆弱性の修正が行われた。 |
| 3.3        | 2011年1月26日（英語版）/ 2月2日（日本語版）           | 起動時間の短縮、アプリケーションの高速化が図られたほか、標準PDFフォントが標準装備され、各アプリケーション共通の検索ツールバーなどの新機能が追加された。 OpenOffice.orgの最後のバージョン。 |
| 3.4        | [ 70 ]                                                | OpenOffice.orgの開発停止に伴いリリースされなかった。日本語版の提供を行わないことを日本語プロジェクトが発表していた。その後Apache OpenOfficeとLibreOfficeに別れて開発が継続されている。 |